# Cynthia Nixonová
Cynthia Nixonová (Cynthia Ellen Nixon, * 9. dubna 1966, New York City, New York, Spojené státy americké) je americká herečka nejvíce známá za ztvárnění Mirandy Hobbes v seriálu Sex ve městě (1998–2004), ve filmu Sex ve městě a i v jeho pokračování Sex ve městě 2. Získala dvě Ceny Sdružení filmových a televizních herců, dvě ceny Emmy, cenu Tony, cenu Grammy a cenu GLAAD Media Award. Nixonová je taktéž politickou aktivistkou.

## Osobní život
Narodila se v New Yorku jako dcera herečky Anne Knoll a novináře Waltera E. Nixona. Absolvovala na Hunter College High School a navštěvovala Barnard College. Na jaře roku 1986 studovala v zahraničí v rámci programu Semester at Sea (Semestr za mořem).
V letech 1988 až 2003 byla ve vztahu s učitelem a fotografem Dannym Mozesem. Mají spolu dvě děti, dceru narozenou v roce 1996 a syna narozeného v roce 2002. V roce 2004 Nixonová začala chodit se vzdělávací aktivistkou Christine Marinoni. Nixonová a Marinoni se zasnoubily v dubnu 2009. Marinoni porodila jejich syna v roce 2011. Nixonová a Marinoni se vzaly v New Yorku dne 27. května 2012 a Nixonová měla na sobě zelené šaty na míru od návrhářky Caroliny Herrery. Pokud jde o její sexuální orientaci, tak v roce 2007 poznamenala: „Necítím, že bych se změnila. Celý život jsem byla s muži a nikdy předtím jsem se nezamilovala do ženy. Ale když jsem to udělala, nevypadalo to tak divně. Jsem prostě žena, která je zamilovaná do jiné ženy.“ V roce 2012 samu sebe označila jako bisexuálku.
V říjnu 2006 jí během běžné lékařské prohlídky byla diagnostikována rakovina prsu. Ihned se rozhodla, že to široké veřejnosti neoznámí, protože by to vyvolalo velký rozruch, ale v dubnu 2008 během rozhovoru v pořadu Good Morning America prohlásila, že se jí její souboj s nemocí podařil vyhrát. Od té doby se stala aktivistkou v boji proti rakovině prsu

## Raná kariéra
V roce 1984 během prvního roku na Barnard College změnila divadelní historii tím, že se současně objevila ve dvou populárních divadelních hrách, které režíroval Mike Nichols. Jednalo se o hry The Real Thing, kde hrála dceru Jeremyho Ironse a Christine Baranski a Hurlyburly, kde ztvárnila mladou ženu, která se setká se slizkými hollywoodskými vedoucími. Dvě divadla, kde se hry uváděly, byla od sebe pouze dva bloky a obě její role byly krátké, takže mohla běžet z jednoho do druhého. Na filmovém plátně si zahrála roli Salieriho služky a vyzvědačky Lorl ve filmu Amadeus, kde se v sedmnácti letech postavila vedle velkých herců.
Poprvé se na obrazovce objevila v malé roli v seriálu To Tell the Truth, kde pracovala její matka. Začala hrát ve dvanácti letech jako dívka, která se líbí bohatému spolužákovi v televizním speciálu The Seven Wishes of a Rich Kid. Její broadwayský debut přišel v roli Dinah Lord v revivalu hry The Philadelphia Story. Pendlovala mezi televizí, filmem a divadlem a účinkovala v projektech jako film My Body, My Child, v divadelních hrách Prince of the City (1981), Lydie Breeze (1982) a I Am the Cheese (1983). V roce 1985 se objevila po boku Jeffa Danielse ve hře Lemon Sky.
Její první větší vedlejší role přišla v roce 1986, když ztvárnila inteligentní dospívající dívku, která pomáhá svému příteli (Christopher Collet) ve vytváření nukleární bomby ve filmu Vražedné hry (1986). Byla součástí obsazení televizní Vražda Mary Phaganové (1988), kde se objevila po boku Jacka Lemmona a Kevina Spaceyho a ztvárnila dceru prezidentského kandidáta (Michael Murphy) v seriálu Tanner '88 (1988). Svoji roli si zopakovala v pokračování z roku 2004 s názvem Tanner on Tanner.

## Filmografie
| Rok       | Název                                     | Role                     | Poznámky |
| --------- | ----------------------------------------- | ------------------------ | --- |
| 1980      | Little Darlings                           | Sunshine                 | Film |
| 1981      | Prince of the City                        | Jeannie                  | Film |
| 1982      | My Body, My Child                         | Nancy                    | TV film |
| 1983      | I Am the Cheese                           | Amy Hertz                | Film |
| 1984      | Amadeus                                   | Lorl                     | Film |
| 1986      | Vražedné hry                              | Jenny Anderman           | Nominována na Young Artist Award |
| 1987      | O.C. a Stiggs                             | Michelle                 | Film |
| 1988      | Tanner '88                                | Alexandra (Alex)         | Televizní seriál |
| 1988      | Vražda Mary Phaganové                     | Doreen                   | Film |
| 1989      | Let It Ride                               | Evangeline               | Film |
| 1990      | Právo a pořádek                           | Laura di Biasi           | Televizní seriál, epizoda: Subterranean Homeboy Blues |
| 1991      | Love, Lies and Murder                     | Donna                    | Televizní film |
| 1993      | Případ Pelikán                            | Alice Stark              | Film |
| 1993      | To je vražda, napsala                     | Alice Morgan             | Televizní seriál, epizoda: Threshold of Fear |
| 1993      | Addamsova rodina 2                        | Heather                  | Film |
| 1993      | Through an Open Window                    |                          | Krátký film |
| 1994      | Trable prcka Binka                        | Gilbertine               | Film |
| 1996      | Marvinův pokoj                            | Retirement Home Director | Film |
| 1996      | Předčasné vydání                          | Těhotná žena             | Televizní pořad, hostování v epizodě Baby |
| 1999      | Krajní meze                               | Trudy                    | Televizní seriál, epizoda: Alien Radio |
| 2000      | Tatínkovi andílci                         | Sharon Jenkins           | Film |
| 2001      | Advice From a Caterpillar                 | Missy                    | Film |
| 2002      | Igby                                      | Mrs. Piggee              | Film |
| 2003      | Kiss Kiss, Dahlings/The Last Mile         |                          | Film |
| 1998–2004 | Sex ve městě                              | Miranda Hobbes           | Women in Film Lucy Award (společně s celým obsazením) Screen Actors Guild Award pro nejlepší výkon obsazení komediálního seriálu (2001, 2003) Cena Emmy pro nejlepší herečku ve vedlejší roli v komediálním seriálu (2004) Nominována — Cena Emmy pro nejlepší herečku ve vedlejší roli v komediálním seriálu (2002–03) Nominována — Zlatý glóbus za nejlepší ženský herecký výkon ve vedlejší roli v seriálu, minisérii nebo TV filmu (1999–2000, 2002–03) Nominována — Screen Actors Guild Award pro nejlepší výkon obsazení komediálního seriálu (2000, 2002, 2004) Nominována — Satellite Award pro nejlepší herečku ve vedlejší roli v televizním seriálu (2002) |
| 2005      | Rabbit Hole                               | Becca                    | Cena Tony pro nejlepší herečku v hlavní roli v divadelní hře |
| 2005      | Warm Springs                              | Eleanor Roosevelt        | Nominována — Cena Emmy pro nejlepší herečku v minisérii nebo televizním filmu |
| 2005      | Pohotovost                                | Ellie, oběť mrtvice      | Televize |
| 2005      | Dr. House                                 | Anica Jovanovich         | Televizní seriál, epizoda: Deception |
| 2005      | Malý Manhattan                            | Leslie                   | Film |
| 2006      | Poslední přání                            | Carol                    | Film |
| 2007      | Holky na hlídání                          | Gail Beltran             | Film |
| 2007      | Zákon a pořádek: Útvar pro zvláštní oběti | Janis                    | Cena Emmy pro nejlepší hostující herečku v dramatickém seriálu (2008) |
| 2008      | Sex ve městě                              | Miranda Hobbes           | Film |
| 2009      | Lymelife                                  | Melissa Bragg            | Film |
| 2009      | Angličan v New Yorku                      | Penny Arcade             | Film |
| 2010      | Sex ve městě 2                            | Miranda Hobbes           | ShoWest pro nejlepší obsazení Zlatá malina pro nejhorší herečku Nominována — People's Choice Awards pro nejlepší obsazení |
| 2010–2013 | Ve znamení raka                           | Rebecca                  | Televizní seriál |
| 2011      | Velká krize                               | Michele Davis            | Televizní film |
| 2011      | Rampart                                   | Barbara                  | Film |
| 2012      | World Without End                         | Petronilla               | Televizní minisérie |
| 2012      | Studio 30 Rock                            | Sama sebe                | Epizoda: Kidnapped by Danger |
| 2013–14   | Alpha House                               | Senátorka Carly Armiston | 6 epizod |
| 2014      | Hannibal                                  | Kade Prunell             | 4 epizody |
| 2014      | 5 Flights Up                              | Neteř                    | Film |
| 2015      | Stockholm, Pennsylvania                   | MarcyDargon              | Film |
| 2015      | James White                               | Gail White               | Film |
| 2015      | The Adderall Diaries                      | Jen Devis                | Film |
| 2016      | A Quiet Passion                           | Emily Dickinson          | Film |
| 2016      | Broad City                                |                          | Epizoda: 2016 |
| 2016      | Killing Reagan                            | Nancy Reagan             | TV film |

## Politická dráha
Nixonová se od roku 2001 zajímá o veřejné vzdělávání. Je mluvčí Newyorské aliance pro kvalitní vzdělání. Podporuje organizace pro zdraví žen (s přesahem k tématům jako rakovina prsu, osvěta o sexu, apod.).
19. března 2018 Nixonová vyzvala republikánského kandidáta Andrewa Cuoma na souboj o post guvernéra státu New York, coby liberální kandidát za demokratickou stranu. V první fázi byla na sněmu demokratů vyřazena, ale vytvořila petici a získala dostatečný počet podpisu podporující pokračování její kandidatury. Datum primárek je stanoveno na 13. září. Mezitím přijala zásady demokratické frakce Justice Democrats, za něž kandiduje.